# Tommaso di Terreti
Tommaso di Terreti (Reggio Calabria, ... – 5 luglio 1000) è stato un monaco cristiano e santo italiano.

## Biografia
Tommaso nacque a Reggio Calabria nei primi anni del X secolo; è ricordato come "uno dei più qualificati rappresentanti dell'ascetismo del tempo" .
In gioventù divenne monaco ed in seguito abate del monastero della Madre di Dio (Theotokos)  di Terreti. Fu di esempio per gli altri monaci che guidò più con la sua santità che con regole scritte, meritandosi di divenire Abate. Nella tradizione popolare è noto per la sua pietà. Trascorreva molti giorni in ritiro spirituale e penitenziale in alcune grotte scavate nel tufo che ancora si possono vedere nella parte nord di Terreti sulla strada che va verso Santa Domenica.
Morì il 5 luglio dell'anno 1000; venne subito venerato come santo dai reggini che accorsero numerosi al suo sepolcro.

## Culto
Secondo il Martirologio Romano il giorno dedicato al santo è il 5 luglio:
(Martirologio Romano)
Il suo ricordo rimase fino agli inizi del XVIII secolo, venne ripreso  dopo due secoli.